# Paderewek
Paderewek [padɛˈrɛvɛk] est un village polonais de la gmina de Sterdyń dans le powiat de Sokołów et dans la voïvodie de Mazovie, au centre-est de la Pologne.